# Mahra (regió)
La regió de Mahra és el territori poblat pels mahra (tribu) excloent l'illa de Socotra. Està sota sobirania del Iemen (la major part situada a l'occident) i Oman (una part de Zufar). Els mahra anomenen al país Rahbet dha-mahre (Fortaleses dels Mahra).
El seu límit occidental a la costa el forma el wadi Masila, segueix cap al Wadi Rama fins a Sanaw i segueix a l'est-nord-est fins Andwar arribant fins a Hasik, l'antic centre dels mahra; dins els territori hi ha algunes altres tribus principalment els shahara, els kara i els batahira a Zufar. Sota el govern de la República Popular i Democràtica del Iemen la major part el seu territori exclosa la part sota domini d'Oman va formar la muhazafa VI (governació VI) amb capital a Qishn (Kishn); aquest govern era a grans trets el territori de l'antic sultanat de Mahra i és avui la governació d'al-Mahra. La part sota domini d'Oman ha quedat integrada a Zufar.
La zona costanera de Mahra està en mans de la confederació dels Banu Sar, oposada als Bani Sharawih que dominen l'interior excepte un petit territori entre Qishn i Dabot; cada confederació està dividida en diverses línies patrilineals. Aquesta divisió ve d'antic i ja en parla al-Tabari que situa un grup amb capital a Djayrut i l'altra al país anomenat Nadjd (Alt país).

## Història
A la tradició àrab els mahra van emigrar des de l'oest però d'un estudi topogràfic resulta que vivien originalment a Oman d'on foren expulsats pels àrabs cap a l'oest.
Mahra s'esmenta per primer cop en una inscripció hadramita preislàmica a al-Ukla, a l'oest de Shabwa, probablement del segle iii, on anomena a Shahirum o Shahrum, cap dels mahrites, però encara que molt probable es mantenen alguns dubtes (s'ha suggerit com a traduccions possibles "cap dels artillers" o "cap dels especialistes"). Els sabeus parlen també d'una expedició contra els mahra. El que si ha quedat clar és que no hi ha relació entre els amhara d'Abissínia i els mahra d'Aràbia. Al-Hamdani diu que al-Asa era la capital del país; aquesta població, un port de la costa, deixa de ser esmentada a l'època islàmica.
Es van fer musulmans al segle vii però a la mort del Profeta van participar en la ridda; forten sotmesos pel general Ikrima, al servei d'Abu Bakr, i van tornar a l'islam; en general foren kharigites i ibadites i encara ho resten.
El país de Mahra sempre fou considerat un dels mikhlafs del Iemen. En aquesta regió es produïa una classe d'encens coneguda con Nadjd, molt apreciada.
Durant els primers segles de l'època islàmica els mahra dominaven a al-Shihr que ja era centre comercial abans dels musulmans. Els rassúlides van establir el control sobre al-Shihr (i el país mahra) en temps d'al-Ashraf vers 1294 o 1295, al mateix temps que sobre l'Hadramaut. Un temps després els mahra van abandonar al-Shihr que va quedar en mans dels quaitis, sultans de Shihr i Mukalla.
Vers 1211 o 1212 una tribu mahrita, el Banu Zanna, va avançar cap a l'Hadramaut i vers el 1274 exercia el poder a Tarim. El 1511/1512 van construir un fort a Socotra en ser abandonada pels portuguesos. El 1538/1539 el sultà dels Banu Kahtir (Kahtiri), Badr Bu Tuwayrik van ocupar Hadramaut i el 1545/1546 van ocupar Qishn on la major part dels membres de la família reial dels Banu Afrar (mashaykhs dels mahra) va ser massacrada. El 1548/1549 el sultà Said ibn Abd Allah dels Banu Afrar va tornar de Socotra on s'havia retirat, i va reconquerir Qishn. Com que els Banu Kahtir eren alitas otomans els Banu Afrar es van aliar als portuguesos.
Els mahra sota el govern dels Banu Afrar van restar en possessió de la regió de Mahra amb seu a Qishn, i de l'illa de Socotra, durant segles. Entre el segle xvi i el XVII membres del poble mahra van servir als egipcis (amb Barsbay foren soldats al Iemen), i als portuguesos (com a pilots de navegació, Vasco de Gama es va servir dels coneixements de Sulayman al-Mahri); alguns es van establir a terres àrabs i altres a Àfrica, estant testimoniats a Zeila (1537-1539), a Somàlia i a Comores (el nom de les illes deriva de les muntanyes Kamar o de la Lluna, que també hi són a Mahra). Els sultans Banu Afrar tenien costum de residir a Socotra així que els mahra del continent eren molt independents i només sotmesos al sultà de manera nominal; els conflictes eren resolts dins de les tribus. Un delegat del sultà, generalment un membre de la dinastia, residia a Qishn però el poder real estava de fet en mans dels caps de les tribus anomenats mukaddams. Tradicionalment estaven en guerra contra la tribu dels manahil i sovint també amb altres. Però tenien bones relacions amb els Banu Kahtir i els Banu Rashid.
El 1876 el sulta va signar un tractat pel que renunciava a cedir cap part del seu domini a una potència que no fos la Gran Bretanya i el 30 d'octubre de 1886 va acceptar el protectorat. Vegeu Qishn i Socotra i Estat de Mahra